# Football League Cup 1969-1970
La Football League Cup 1969-1970 è stata la 10ª edizione del terzo torneo calcistico più importante del calcio inglese, la 4ª in finale unica. La manifestazione, ebbe inizio il 12 agosto 1969 e si concluse il 7 marzo 1970 con la finale di Wembley.
Il trofeo fu vinto dal Manchester City, che nell'atto conclusivo ebbe la meglio sul West Bromwich Albion, imponendosi per 2-1 dopo i tempi supplementari.
Per la prima volta dalla sua istituzione, partecipano alla competizione tutti i 92 clubs della Football League.

## Formula
La Football League Cup era riservata alle 92 squadre della Football League. Il torneo era composto da scontri ad eliminazione diretta, ad esclusione delle semifinali che prevedevano due match, dove la squadra con il miglior risultato combinato accedeva alla finale unica. Se uno scontro terminava in parità, la sfida veniva ripetuta a campi invertiti fino a quando una delle due contendenti non otteneva la vittoria, mentre in finale, si rigiocava sempre in campo neutro. In caso di pareggio, anche nel replay, si faceva ricorso ai tempi supplementari.
|                              | Squadre che entrano in questo turno                                                                    | Squadre qualificate dal turno precedente    |
| ---------------------------- | --- | ------------------------------------------- |
| Primo turno (56 squadre)     | - 24 squadre dalla Fourth Division - 24 squadre dalla Third Division - 8 squadre dalla Second Division |                                             |
| Secondo turno (64 squadre)   | - 22 squadre dalla First Division - 14 squadre dalla Second Division                                   | - 28 squadre vincitrici del primo turno     |
| Terzo turno (32 squadre)     | | - 32 squadre vincitrici del secondo turno   |
| Quarto turno (16 squadre)    | | - 16 squadre vincitrici del terzo turno     |
| Quarti di finale (8 squadre) | | - 8 squadre vincitrici del quarto turno     |
| Semifinali (4 squadre)       | | - 4 squadre vincitrici dei quarti di finale |
| Finale (2 squadre)           | | - 2 squadre vincitrici delle semifinali     |

## Primo turno
| Squadra 1        | Risultato | Squadra 2        |
| ---------------- | --------- | ---------------- |
| 12 agosto 1969   |           |                  |
| Bradford PA      | 0 - 2     | Rotherham Utd    |
| Newport County   | 2 - 3     | Swansea City     |
| Scunthorpe Utd   | 0 - 2     | Hartlepool Utd   |
| Southend Utd     | 2 - 2     | Brentford        |
| 13 agosto 1969   |           |                  |
| Aldershot        | 0 - 1     | Gillingham       |
| Barnsley         | 0 - 1     | Halifax Town     |
| Bolton           | 6 - 3     | Rochdale         |
| Bournemouth      | 3 - 0     | Bristol Rovers   |
| Bradford City    | 1 - 1     | Chesterfield     |
| Brighton         | 1 - 0     | Portsmouth       |
| Chester City     | 1 - 2     | Aston Villa      |
| Colchester Utd   | 1 - 1     | Reading          |
| Crewe Alexandra  | 0 - 0     | Wrexham          |
| Darlington       | 3 - 0     | York City        |
| Exeter City      | 1 - 1     | Bristol City     |
| Grimsby Town     | 0 - 2     | Doncaster        |
| Mansfield Town   | 3 - 1     | Notts County     |
| Leyton Orient    | 0 - 0     | Fulham           |
| Oxford Utd       | 2 - 0     | Northampton Town |
| Peterborough Utd | 1 - 1     | Luton Town       |
| Plymouth         | 2 - 2     | Torquay Utd      |
| Port Vale        | 0 - 1     | Tranmere         |
| Preston N.E.     | 0 - 1     | Bury             |
| Shrewsbury Town  | 1 - 0     | Walsall          |
| Southport        | 5 - 1     | Oldham Athletic  |
| Stockport County | 0 - 2     | Blackburn        |
| Watford          | 2 - 1     | Lincoln City     |
| Workington       | 0 - 0     | Barrow           |

### Replay
| Squadra 1      | Risultato      | Squadra 2        |
| -------------- | -------------- | ---------------- |
| 18 agosto 1969 |                |                  |
| Barrow         | 2 - 0          | Workington       |
| Brentford      | 0 - 0 (d.t.s.) | Southend Utd     |
| Fulham         | 3 - 1          | Leyton Orient    |
| Wrexham        | 1 - 0          | Crewe Alexandra  |
| 19 agosto 1969 |                |                  |
| Bristol City   | 3 - 2          | Exeter City      |
| Luton Town     | 5 - 2          | Peterborough Utd |
| 20 agosto 1968 |                |                  |
| Chesterfield   | 0 - 1          | Bradford City    |
| Reading        | 0 - 3          | Colchester Utd   |
| Torquay Utd    | 1 - 0          | Plymouth         |

### Secondo Replay
| Squadra 1      | Risultato      | Squadra 2    |
| -------------- | -------------- | ------------ |
| 21 agosto 1969 |                |              |
| Brentford      | 2 - 3 (d.t.s.) | Southend Utd |

## Secondo turno
| Squadra 1        | Risultato | Squadra 2         |
| ---------------- | --------- | ----------------- |
| 2 settembre 1969 |           |                   |
| Bristol City     | 0 - 0     | Leicester City    |
| Carlisle Utd     | 2 - 0     | Huddersfield Town |
| Charlton         | 0 - 2     | Wrexham           |
| Coventry City    | 0 - 1     | Chelsea           |
| Luton Town       | 2- 2      | Millwall          |
| Sheffield Utd    | 2 - 0     | Newcastle Utd     |
| Shrewsbury Town  | 2 - 2     | Southend Utd      |
| Southampton      | 1 - 1     | Arsenal           |
| Swansea City     | 1 - 3     | Swindon Town      |
| 3 settembre 1969 |           |                   |
| Aston Villa      | 1 - 2     | West Bromwich     |
| Barrow           | 1 - 2     | Nottingham Forest |
| Blackburn        | 4 - 2     | Doncaster         |
| Blackpool        | 3 - 1     | Gillingham        |
| Bolton           | 0 - 0     | Rotherham Utd     |
| Brighton         | 2 - 0     | Birmingham City   |
| Crystal Palace   | 3 - 1     | Cardiff City      |
| Darlington       | 0 - 1     | Everton           |
| Fulham           | 0 - 1     | Leeds Utd         |
| Hartlepool Utd   | 1 - 3     | Derby County      |
| Hull City        | 1 - 0     | Norwich City      |
| Ipswich Town     | 4 - 0     | Colchester Utd    |
| Manchester Utd   | 1 - 0     | Middlesbrough     |
| Mansfield Town   | 2 - 2     | QPR               |
| Oxford Utd       | 4 - 1     | Bury              |
| Sheffield Weds   | 1 - 1     | Bournemouth       |
| Southport        | 0 - 3     | Manchester City   |
| Stoke City       | 0 - 2     | Burnley           |
| Sunderland       | 1 - 2     | Bradford City     |
| Tranmere         | 2 - 1     | Torquay Utd       |
| Watford          | 1 - 2     | Liverpool         |
| West Ham Utd     | 4 - 2     | Halifax Town      |
| Wolverhampton    | 1 - 0     | Tottenham         |

### Replay
| Squadra 1         | Risultato      | Squadra 2       |
| ----------------- | -------------- | --------------- |
| 4 settembre 1969  |                |                 |
| Arsenal           | 2 - 0 (d.t.s.) | Southampton     |
| 8 settembre 1969  |                |                 |
| Millwall          | 0 - 1 (d.t.s.) | Luton Town      |
| Southend Utd      | 2 - 0          | Shrewsbury Town |
| 9 settembre 1969  |                |                 |
| Bournemouth       | 1 - 0          | Sheffield Weds  |
| QPR               | 4 - 0          | Mansfield Town  |
| Rotherham Utd     | 3 - 3 (d.t.s.) | Bolton          |
| 10 settembre 1969 |                |                 |
| Leicester City    | 0 - 0 (d.t.s.) | Bristol City    |

### Secondo Replay
| Squadra 1         | Risultato | Squadra 2    |
| ----------------- | --------- | ------------ |
| 11 settembre 1969 |           |              |
| Rotherham Utd     | 1 - 0     | Bolton       |
| 15 settembre 1969 |           |              |
| Leicester City    | 3 - 1     | Bristol City |

## Terzo turno
| Squadra 1         | Risultato | Squadra 2      |
| ----------------- | --------- | -------------- |
| 23 ottobre 1969   |           |                |
| Manchester Utd    | 2 - 0     | Wrexham        |
| Nottingham Forest | 1 - 0     | West Ham Utd   |
| QPR               | 6 - 0     | Tranmere       |
| Sheffield Utd     | 3 - 0     | Luton Town     |
| 24 settembre 1969 |           |                |
| Arsenal           | 0 - 0     | Everton        |
| Bournemouth       | 0 - 2     | Leicester City |
| Bradford City     | 2 - 1     | Southend Utd   |
| Brighton          | 2 - 3     | Wolverhampton  |
| Crystal Palace    | 2 - 2     | Blackpool      |
| Carlisle Utd      | 2 - 1     | Blackburn      |
| Derby County      | 3 - 1     | Hull City      |
| Ipswich Town      | 1 - 1     | West Bromwich  |
| Leeds Utd         | 1 - 1     | Chelsea        |
| Manchester City   | 3 - 2     | Liverpool      |
| Oxford Utd        | 1 - 0     | Swindon Town   |
| Rotherham Utd     | 1 - 1     | Burnley        |

### Replay
| Squadra 1         | Risultato | Squadra 2      |
| ----------------- | --------- | -------------- |
| 30 settembre 1969 |           |                |
| Everton           | 1 - 0     | Arsenal        |
| Blackpool         | 0 - 1     | Crystal Palace |
| Burnley           | 2 - 0     | Rotherham Utd  |
| West Bromwich     | 2 - 0     | Ipswich Town   |
| 6 ottobre 1969    |           |                |
| Chelsea           | 2 - 0     | Leeds Utd      |

## Quarto turno
| Squadra 1         | Risultato | Squadra 2      |
| ----------------- | --------- | -------------- |
| 14 ottobre 1969   |           |                |
| Burnley           | 0 - 0     | Manchester Utd |
| Crystal Palace    | 1 - 1     | Derby County   |
| Carlisle Utd      | 1 - 0     | Chelsea        |
| Leicester City    | 2 - 0     | Sheffield Utd  |
| Manchester City   | 2 - 1     | Everton        |
| Nottingham Forest | 0 - 1     | Oxford Utd     |
| QPR               | 3 - 1     | Wolverhampton  |
| West Bromwich     | 4 - 0     | Bradford City  |

### Replay
| Squadra 1       | Risultato | Squadra 2      |
| --------------- | --------- | -------------- |
| 20 ottobre 1969 |           |                |
| Manchester Utd  | 1 - 0     | Burnley        |
| 29 ottobre 1969 |           |                |
| Derby County    | 3 - 0     | Crystal Palace |

## Quarti di finale
| Squadra 1        | Risultato | Squadra 2      |
| ---------------- | --------- | -------------- |
| 29 ottobre 1969  |           |                |
| Leicester City   | 0 - 0     | West Bromwich  |
| Manchester City  | 3 - 0     | QPR            |
| Oxford Utd       | 0 - 0     | Carlisle Utd   |
| 12 novembre 1969 |           |                |
| Derby County     | 0 - 0     | Manchester Utd |

### Replay
| Squadra 1        | Risultato | Squadra 2      |
| ---------------- | --------- | -------------- |
| 4 novembre 1969  |           |                |
| Carlisle Utd     | 1 - 0     | Oxford Utd     |
| 5 novembre 1969  |           |                |
| West Bromwich    | 2 - 1     | Leicester City |
| 19 novembre 1969 |           |                |
| Manchester Utd   | 1 - 0     | Derby County   |

## Semifinali
| Squadra 1       | Totale | Squadra 2      | Andata           | Ritorno          |
| --------------- | ------ | -------------- | ---------------- | ---------------- |
|                 |        |                | 19 novembre 1969 | 3 dicembre 1969  |
| Carlisle Utd    | 2 - 4  | West Bromwich  | 1 - 0            | 1 - 4            |
|                 |        |                | 3 dicembre 1969  | 17 dicembre 1969 |
| Manchester City | 4 - 3  | Manchester Utd | 2 - 1            | 2 - 2            |

## Finale
| Arbitro: | V. James |

|              |           |          |
| Doyle Pardoe | Marcatori | 5’ Astle |

| Manchester City | West Bromwich Albion |

| MANCHESTER CITY |                |  |          |
|                 |                |  |          |
| 1               | Joe Corrigan   |  |          |
| 2               | Tony Book (C)  |  |          |
| 3               | Arthur Mann    |  |          |
| 4               | Mike Doyle     |  |          |
| 5               | Tommy Booth    |  |          |
| 6               | Alan Oakes     |  |          |
| 7               | George Heslop  |  |          |
| 8               | Colin Bell     |  |          |
| 9               | Mike Summerbee |  | Uscita   |
| 10              | Francis Lee    |  |          |
| 11              | Glyn Pardoe    |  |          |
| A disposizione: |                |  |          |
| 12              | Ian Bowyer     |  | Ingresso |
| Manager:        |                |  |          |
| Joe Mercer      |                |  |          |

| WEST BROMWICH ALBION |                |  |          |
|                      |                |  |          |
| 1                    | John Osborne   |  |          |
| 2                    | Doug Fraser    |  |          |
| 3                    | Ray Wilson     |  |          |
| 4                    | Tony Brown     |  |          |
| 5                    | John Talbut    |  |          |
| 6                    | John Kaye      |  |          |
| 7                    | Len Cantello   |  |          |
| 8                    | Colin Suggett  |  |          |
| 9                    | Jeff Astle     |  |          |
| 10                   | Asa Hartford   |  | Uscita   |
| 11                   | Bobby Hope     |  |          |
| A disposizione:      |                |  |          |
| 12                   | Dick Krzywicki |  | Ingresso |
| Manager:             |                |  |          |
| Alan Ashman          |                |  |          |